# Santeuil (Eure-et-Loir)
Santeuil é uma comuna francesa na região administrativa do Centro, no departamento Eure-et-Loir. Estende-se por uma área de 9,38 km². Em 2010 a comuna tinha 323 habitantes (densidade: 34,4 hab./km²).